# Михайлов, Павел Михайлович
Павел Михайлович Михайлов (1917—2005) — советский лётчик гражданской авиации, участник Великой Отечественной войны. Герой Советского Союза (29.06.1945). Майор.

## Биография
Павел Михайлович Михайлов родился 13 января 1917 года в деревне Гришково Смоленской губернии (ныне Холм-Жирковский район Смоленской области). Из-за ранней смерти отца пришлось помогать матери вести хозяйство и растить младших детей, поэтому учиться пришлось позже сверстников. Школу-семилетку окончил только в 1933 году, год отработал в колхозе и только тогда смог продолжить образование. Окончил Вяземский педагогический техникум в 1937 году, поступил заочно в педагогический институт, и стал работать учителем, инспектором в РОНО, преподавателем в институте повышения квалификации учителей в Смоленске.
В 1938 году поступил, а в 1940 году окончил Тамбовское училище летчиков Гражданского воздушного флота (ГВФ). С 1940 года работал пилотом-инструктором учебной эскадрильи Московского управления ГВФ в городе Орёл.
Из интервью:
Я, простой смоленский паренёк, родившийся в бедной крестьянской семье, смог осуществить свою мечту — стать лётчиком. Эта профессия дала мне крылья, благодаря которым хотелось облететь мир, повидать края и страны, о которых знал только по книгам. Но главное, — влекли голубые просторы, благородные цели, которые призвана выполнять авиация: возить по мирным трассам пассажиров, почту, срочные грузы, прокладывать воздушные пути в заморские страны. Но развязанная гитлеровцами вторая мировая война нарушила наши планы.

### Участие в Великой Отечественной войне и подвиг
Из воспоминаний о начале войны:
Весть о вероломном нападении, конечно, потрясла меня. Первая реакция, во многом неосознанная, была такая: сесть в самолёт и дать «прикурить» фашистам. Я попросился на фронт — мне дали отлуп: учи молодёжь! Война разгорается, враг жмёт и давит, а ты вроде бы стоишь в стороне в роли наблюдателя. Год бегал с рапортами, не находил себе места. Наконец, направили в авиагруппу особого назначения после освоения тяжёлого двухмоторного самолёта Ли-2 («Дуглас Си-47»).
Прошёл переобучение на Ли-2 в лётном центре в Новосибирске в 1942 году.
Призван в Красную Армию в 1942 году в звании старшины. Воевал в составе авиационной группы особого назначения 1-й авиационной транспортной дивизии Гражданского Воздушного Флота (с ноября 1944 года — 10-я гвардейская авиационная транспортная дивизия ГВФ. Сначала был вторым пилотом, весной 1943 года стал командиром экипажа. Дивизии находились в составе Гражданского Воздушного Флота, в декабре 1944 года переданы 18-й воздушной армии.
Выполнял многочисленные боевые задачи по доставке боеприпасов и иных грузов в действующую армию, по эвакуации раненых, по доставке грузов в партизанские отряды, по выброске диверсионных и разведывательных групп в глубокий тыл врага. В их числе:
- Осень 1942 — доставлял оружие и боеприпасы для партизанских отрядов, действовавших под Ростовом, Миллеровом, Котельниковом.
- Лето 1943 — доставлял оружие и боеприпасы войскам, в район Курской дуги, вывозил обратно раненых. За этот период произвёл более 180 вылетов.
- Зима 1943 — весна 1944 — сделал множество вылетов в партизанское соединение Петра Вершигоры на реку Припять. В одном из рейсов самолёт Михайлова попал под огонь зенитных батарей противника. Снаряд попал в пилотскую кабину, разбив все приборы. Павел Михайлов и штурман корабля получили ранения. Без приборов, по памяти, они привели самолёт и ночью посадили его на аэродром под Киевом.

Бывало, заполнишь ранеными самолет под завязку, а на земле остаются ещё 2-3 человека, истекающих кровью. И оставлять нельзя, и брать нельзя — не взлетишь. Идешь на риск. Сожмешься, как пружина, и выдавливаешь из машины все, что можно. Не было случаев, чтобы наши пилоты оставляли раненых из-за перегруженности самолетов.
С июля 1944 по май 1945 года в составе авиационной группы особого назначения, которая базировалась на аэродром у города Бари (Италия) выполнял особое задание по снабжению грузами партизан Югославии. Выполнил в Югославию, Грецию и Албанию 130 боевых вылетов, в том числе 65 раз — с посадкой на партизанских аэродромах Югославии. Доставлял частям Народно-освободительной армии Югославии вооружение и продовольствие, эвакуировал 247 раненых, перебросил через линию фронта 750 солдат и офицеров.
28 июля 1944 года совершил в исключительно сложной обстановке полёт к партизанам Северной Греции, доставив советскую военную миссию (11 человек) в Генеральный штаб Народно-освободительной армии Албании на греческий партизанский аэродром в районе города Кардица. 19 сентября 1944 года доставил югославскую делегацию во главе с маршалом Иосипом Броз Тито с острова Вис в Адриатическом море через линию фронта в Румынию, откуда тот вылетел в Москву на переговоры с И. В. Сталиным.
В составе авиагруппы особого назначения к 14 октября 1944 года выполнил 43 боевых вылета в немецкий тыл через Адриатическое море, из них 30 с посадкой на партизанские аэродромы. За эти подвиги командиром эскадрильи майором П. М. Еромасовым был представлен к званию Героя Советского Союза.
29 июня 1945 года указом Президиума Верховного Совета СССР за образцовое выполнение боевых заданий командования на фронте борьбы с немецко-фашистскими захватчиками и проявленные при этом отвагу и геройство Михайлову Павлу Михайловичу присвоено звание Героя Советского Союза с вручением ордена Ленина и медали «Золотая Звезда» (№ 7489).
К маю 1945 года Павел Михайлов совершил более 520 ночных боевых вылетов в глубокий тыл противника, в районы действия партизанских отрядов.

### После войны
Уже после завершения войны ещё два месяца работал в Югославии, перевозя мирные грузы и обучая югославских пилотов. Вернулся в Москву только в конце июля 1945 года. В сентябре 1946 года капитан П. М. Михайлов уволен в запас.
Вернулся в гражданскую авиацию, работал рейсовым пилотом. В 1965 окончил Высшее авиационное училище ГВФ в Ленинграде. Был командиром эскадрильи ГВФ, начальником отдела лётной службы Транспортного управления ГВФ, заместителем командира международной авиационной группы (летал в 60 государств).
В 1957 году участвовал в пробном беспосадочном полёте на Ту-104А в США по маршруту Москва — Лондон — Исландия — Канада — Нью-Йорк.
28 апреля 1961 года был пилотом рейсового самолёта Ту-104 (№ 42389) в первой зарубежной поездке Ю.А. Гагарина, летевшего по маршруту Москва (аэропорт «Внуково») - Прага (аэропорт «Рузине»). Пассажиры рейса узнали Гагарина и кинулись к нему за автографами. А командир экипажа П.М. Михайлов пригласил его в кабину и дал ему в руки штурвал. С гагаринской делегацией в числе других летел Н.П. Каманин.
В июле 1962 года на Ту-114 совершил первый авиарейс из СССР на Кубу (по маршруту Москва - Конакри - Гавана, с промежуточной посадкой в Гвинее).
С 1967 года — первый заместитель начальника Транспортного управления международных линий Аэрофлота. Освоил 15 типов самолётов, в том числе 6 реактивных, среди них авиалайнеры Ту-114 и Ил-62. Зимой 1971 года совершил свой последний полёт по маршруту Москва — Токио — Москва. Налёт около 14 000 часов.
Написал несколько книг, очерков, статей и 24 научные публикации. Член Союза писателей России.
Жил в Москве по адресу: Ленинградский проспект, 71. Скончался 6 июня 2005 года в посёлке Холм-Жирковском Смоленской области, похоронен на Новом кладбище Холм-Жирковского рядом с могилой матери.

## Награды
- Герой Советского Союза (29.06.1945).
- Орден Ленина (29.06.1945).
- Два ордена Красного Знамени (27.05.1944).
- Два ордена Отечественной войны I степени (36.05.1945, 11.03.1985).
- Орден Трудового Красного Знамени.
- Орден Красной Звезды (2.04.1943).
- Три ордена «Знак Почёта».
- Медаль «Партизану Отечественной войны» I степени (1944).
- Ряд других медалей СССР.
- «Заслуженный пилот СССР» (1966).
- Орден Партизанской звезды I степени (Югославия, 1945).
- «Заслуженный пилот Югославии».
- Почётный гражданин города Кардица (Греция).
- Почётный гражданин Холм-Жирковского района Смоленской области.

## Память
- В честь Михайлова названа улица в Холм-Жирковском, на ней на одном из домов установлена мемориальная доска[14].

## Сочинения
- Москва — Нью-Йорк — Москва. — М.: Издательство ДОСААФ, 1958.
- 10 000 часов в воздухе. — М.: Детгиз, 1960.
- В небе двух полушарий. — М.: Детская литература, 1965.
- Сто ночей в горах Югославии. — 2-е изд. — М.: Молодая гвардия, 1980.
- Кострам навстречу [Рассказы для мл. школ. возраста]. — М.: Детская литература, 1981.
- Небо покоряется сильным. — М.: Молодая гвардия, 1984.
- После заката — взлёт. — Смоленск: Московский рабочий: Смоленское отделение, 1988.
- Есть у подвига крылья. — М.: Воздушный транспорт, 1998.